# Deiregyne rhombilabia
Deiregyne rhombilabia är en orkidéart som beskrevs av Leslie Andrew Garay. Deiregyne rhombilabia ingår i släktet Deiregyne, och familjen orkidéer. Inga underarter finns listade i Catalogue of Life.